# Бушевська сільська рада
| Бушевська сільська рада — орган місцевого самоврядування у Рокитнянському районі Київської області з адміністративним центром у с. Бушеве. Історична дата утворення: в 1972 році. Водоймища на території, підпорядкованій даній раді - річка Рось. Сільській раді були підпорядковані населені пункти: - с. Бушеве |

## Склад ради
Рада складалася з 12 депутатів та голови.

### Керівний склад ради
| ПІБ                     | Основні відомості                                                                       | Дата обрання | Дата звільнення |
| ----------------------- | --------------------------------------------------------------------------------------- | ------------ | --------------- |
| Мороз Андрій Васильович | Сільський голова, 1960 року народження, освіта середня спеціальна, член Партії регіонів | 15.12.2013   |                 |

Примітка: таблиця складена за даними джерела